# Guadeloupevanilje
Guadeloupevanilje (latin: Vanilla pompona) er en form for vaniljeplante.